# カリフォルニアンステークス
カリフォルニアンステークス（Californian Stakes）は、アメリカ合衆国カリフォルニア州のサンタアニタパーク競馬場で開催されているサラブレッド競馬の平地競走である。

## 概要
1954年に創設された競走で、ハリウッドゴールドカップステークスの前哨戦としての意味合いが強い競走である。グレード制導入当初はG1として位置づけられ、後の1997年にG2、2024年にG3へ降格している。過去の同競走優勝馬に、スワップスやスペクタキュラービド、ドクターフェイガーやサンデーサイレンスなどがいる。
アメリカ西海岸地区で猛威を振るったラヴァマンも、同競走で優勝した経験がある。2007年の年末、ハリウッドパーク競馬場はその功績を称え、同競走を後に「ラヴァマンステークス（仮称）」に改称するという予定を発表していた。

## 歴史

### 全体の歴史
- 1954年 - 創設。
- 1955年 - スワップスがダート8.5ハロンの世界記録（1:40 2/5）を樹立。
- 1973年 - グレード制が導入され、G1競走に設定される。
- 1997年 - G2に降格。
- 2014年 - ハリウッドパーク競馬場閉鎖に伴い、開催場をサンタアニタパーク競馬場に変更。
- 2024年 - G3に降格。

### 施行条件の変遷
- 1マイル（8ハロン・約1809メートル） - 1985年、1986年
- 1マイル1/16（8.5ハロン・約1709メートル） - 1955年、1956年、1958年、1959年、1968年-1979年、
- 1マイル1/8（9ハロン・約1911メートル） - 1954年、1957年、1960年-1963年、1967年、1980年-1984年、1987年以降

- ダート - 1954年-2006年、2014年以降
- オールウェザー - 2007年-2013年

## 近年の勝ち馬
- 2024 Mr Fisk
- 2023 Defunded
- 2022 Stilleto Boy
- 2021 Royal Ship
- 2020 中止
- 2019 中止
- 2018 Dr. Dorr
- 2017 Collected
- 2016 Second Summer
- 2015 Catch a Flight
- 2014 Clubhouse Ride
- 2013 Clubhouse Ride
- 2012 Game On Dude
- 2011 Twirling Candy
- 2010 Rail Trip
- 2009 Informed
- 2008 Heatseeker
- 2007 Buzzards Bay
- 2006 Dixie Meister
- 2005 Lava Man
- 2004 Even the Score
- 2003 Kudos
- 2002 Milwaukee Brew
- 2001 Skimming
- 2000 Big Ten